# 鵲 (隼型水雷艇)
鵲（かささき、かささぎ）は、日本海軍の水雷艇で、隼型水雷艇の2番艇である。同名艇に鴻型水雷艇の「鵲」があるため、こちらは「鵲 (初代)」や「鵲I」などと表記される。

## 艦歴
発注時の艇名は第三号百二十噸水雷艇。1898年（明治31年）3月16日、鵲と命名。同年3月21日、「軍艦及水雷艇類別等級」が定められ、水雷艇に編入され一等に類別。1899年（明治32年）12月26日、フランス、ノルマン社で起工。1900年（明治33年）6月22日、新たに「軍艦及水雷艇類別等級」が定められ、水雷艇の等級一等となる。同年6月30日に進水。呉海軍造船廠で組み立てられ、同年11月30日に竣工。
日露戦争では旅順口攻撃や、日本海海戦では第十四艇隊に所属して夜戦に参加した。
1919年（大正8年）4月1日に除籍され、同日、雑役船に編入となり鵲丸と改称し、曳船兼交通船に指定され佐世保海軍工廠所属となる。1920年（大正9年）7月1日、鵲に再改称し、1925年（大正14年）12月17日に廃船となり、1926年（大正15年）4月5日に売却。